# 릭 메이올
릭 메이올(Rik Mayall, 1958년 3월 7일 ~ 2014년 6월 9일)은 잉글랜드의 배우 및 희극인이다.

## 출연 작품
- 엘도라도 (2012)
- 이블 콜스 (2011)
- 에러스 오브 더 휴먼 바디 (2011)
- 부메랑 살인사건 (2009)
- 발리언트 (2005)
- 처칠 (2004)
- 칠리 독 (2001)
- 지저스 크라이스트 슈퍼스타 (2000)
- 게스트 하우스 파라디소 (1999)
- 블랙애더 백 앤 포스 (1999)
- 워터쉽 다운의 토끼들 - 시리즈 (1999)
- 더 스노우 퀸 (1995)
- 바텀 (1991)
- 황홀한 영혼 프레드 (1991)
- 이트 더 리치 (1987)
- 더 빌 (1984)
- 쇼크 트리트먼트 (1981)
- 런던의 늑대 인간 (1981)
- 바늘 구멍 (1981)